# Tkanina dekoracyjna

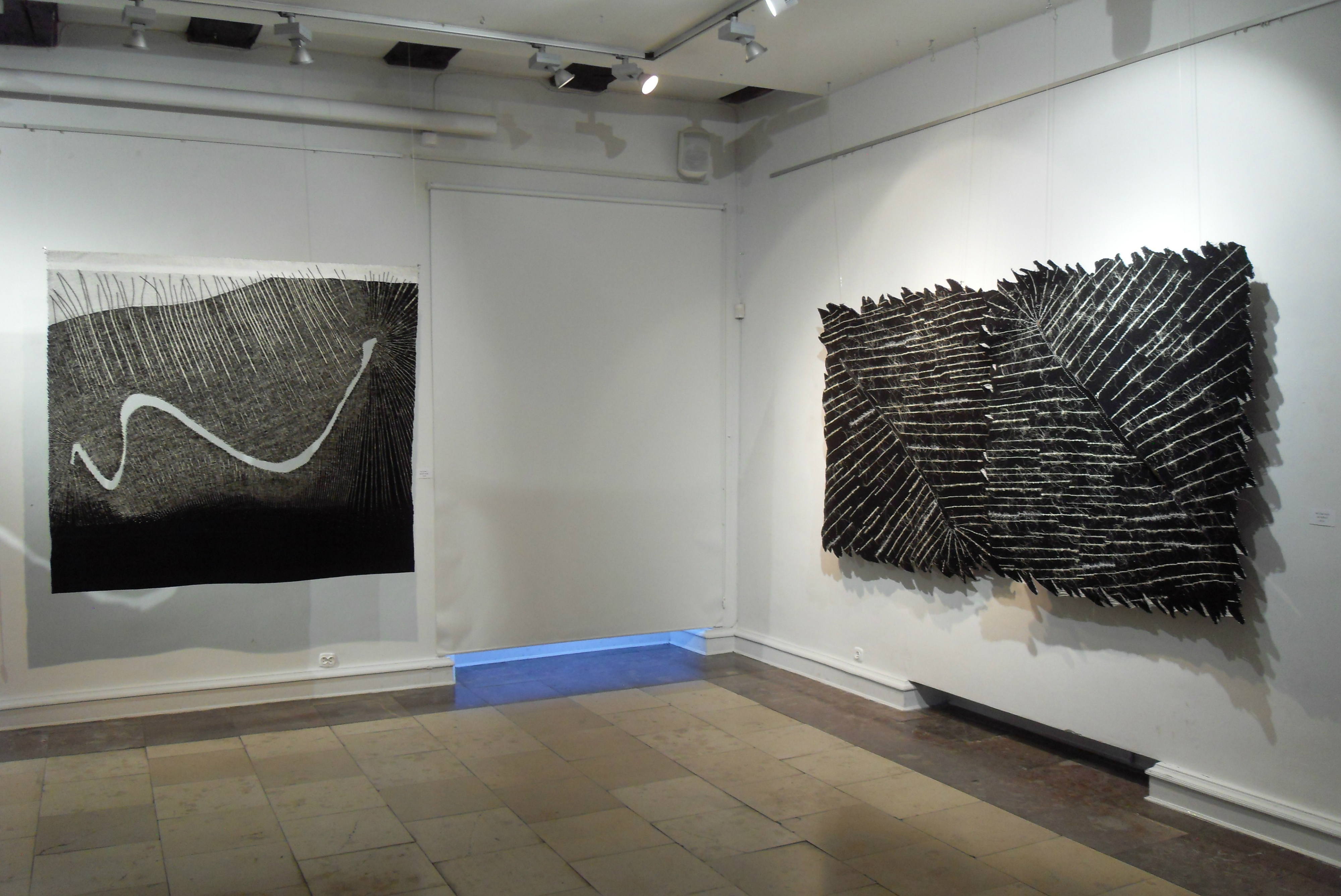
Tkanina dekoracyjna

Tkanina dekoracyjna (artystyczna) – tkanina posiadająca wartości artystyczne i dekoracyjne, wykonana przez artystę lub według jego projektu.
Prace z tkaniny artystycznej powstają w różnych technikach takich, jak gobelin, kilim, batik, makrama, aplikacja, filcowanie.
Do polskich wybitnych twórców tkaniny artystycznej należą Magdalena Abakanowicz, Andrzej Banachowicz, Helena Bukowska-Szlekys, Małgorzata Dmitruk, Stefan Gałkowski, Barbara Krzywicka-Wójcik, Karolina Lizurej, Maria Łaszkiewicz, Zygmunt Mazur, Karolina Matyjaszkowicz, Mieczysław Szymański, Janina Tworek-Pierzgalska, Antoni Starczewski, Joanna Zemanek. 
Adeptów tkaniny artystycznej kształcą Liceum Plastyczne w Kielcach, Koszalinie, w Opolu. 
Wydziały lub Pracownie Tkaniny artystycznej istnieją w  Akademii Sztuk Pięknych im. Władysława Strzemińskiego w Łodzi, ASP w Krakowie, przy wydz. Malarstwa na UAP w Poznaniu,  W latach 70. XX wieku istniała Pracownia Klasycznych Technik Tkackich na Wydziale Malarstwa warszawskiej  Akademii Sztuk Pięknych.
Przed wojną wydział Tkactwa użytkowego prowadziła także Szkoła Przemysłowa we Lwowie.